# Dendryphantes schultzei
Dendryphantes schultzei là một loài nhện trong họ Salticidae.
Loài này thuộc chi Dendryphantes. Dendryphantes schultzei được Eugène Simon miêu tả năm 1910.